# Вероніка
Вероні́ка — християнське жіноче особове ім'я грецького походження.
Вершкова 
екземплярна 
ромашкова
отруйна
норвежська
ікрова
кримінальна
афганістанська

## Походження

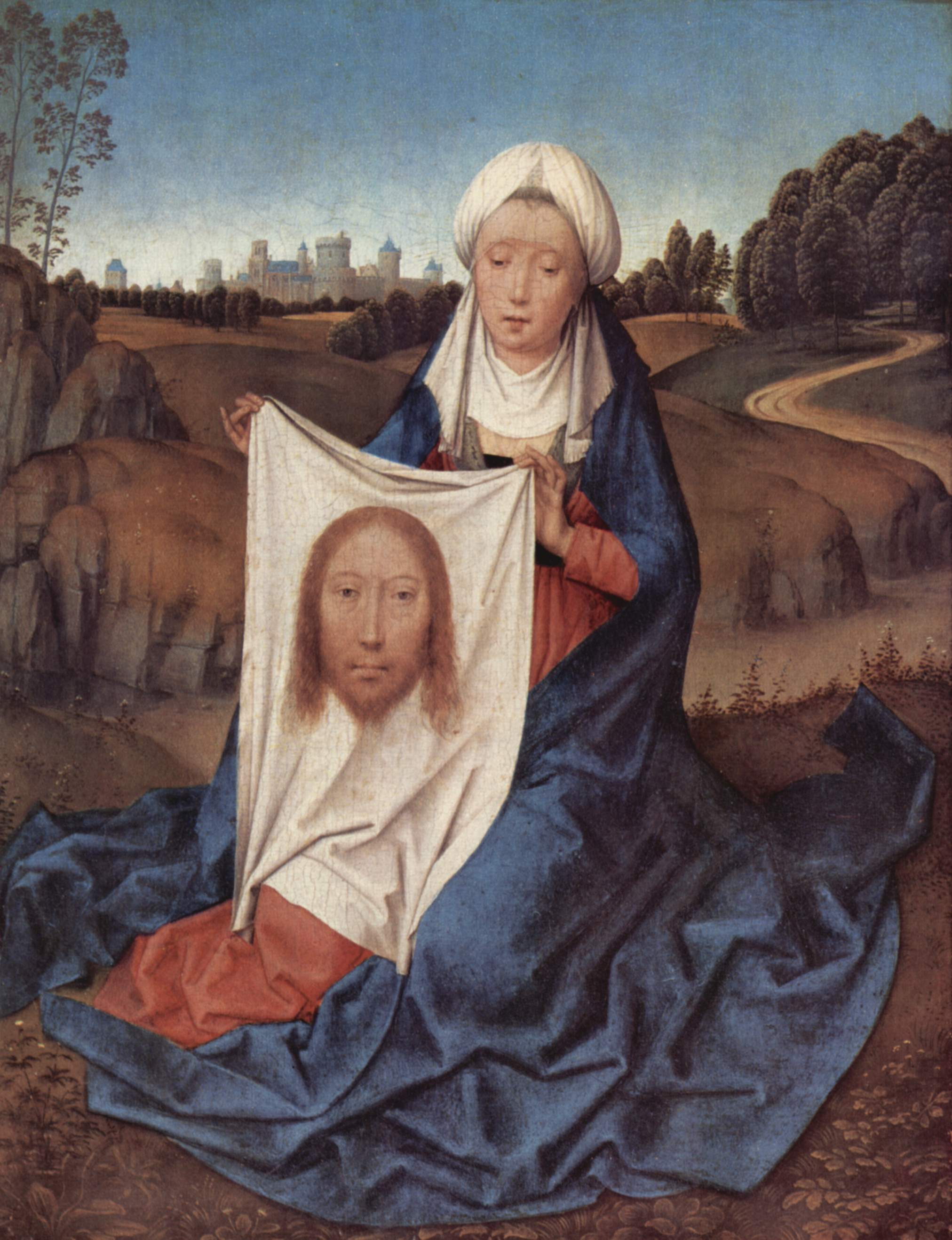
Ганс Мемлінг. Свята Вероніка з платом Нерукотворного Спаса

Ім'я Вероніка походить через старослов'янське посередництво з давньогрецької мови. Первісною формою, як вважається, було «Ференіка» (дав.-гр. Φερενίκη), утворена від φέρω («несу») і νίκη («перемога»). Значення ім'я Вероніка «приносить перемогу». Діалектним варіантом імені було «Береніка» (дав.-гр. Βερενίκη), у латину ім'я було запозичено як Veronica.
У Птолемеїв це ім'я було династичним, так звали декількох царівен. Згодом форми цього імені стали біблійними. Беренікою звали дочку юдейського царя Ірода Агріппи. У Святому Письмі згадується жінка, яка витерла скривавлене обличчя Ісуса Христа під час Його Хресного ходу. Ісус залишив відбиток свого обличчя на хустині — нерукотворний образ. Учинок став уособленням безкорисливою людської доброти.
В Італії це ім'я переосмислили, і тепер перекладають як «мешканка Верони».
Ще одна версія пов'язує походження імені з біблійною легендою: лат. Veronica виводять зі сполучення vera icon («справжній образ») — так називали «плат Вероніки», відрізняючи його від інших образів Христа.

## Відомі носійки
- Свята Вероніка — християнська свята. Згідно з позабіблійними переказами, подала Ісусу, що йшов на Голгофу, тканину, щоб він міг стерти піт із лиця.
- Свята Вероніка Джуліані — католицька свята новітніх часів з Італії, черниця ордену капуцинів, аскетка.
- Вероніка Віткова (нар. 1988) — чеська біатлоністка, учасниця Олімпійських ігор 2010 року, дворазова чемпіонка світу серед юніорів.
- Вероніка Януарівна Морозова (1890—1966) — українська поетеса (відома під псевдонімом Вероніка Морозівна) і перекладачка.
- Вероніка Жанві — українська модельєрка; одна з перших українських кутюр'є, що досягли широкого визнання в західних домах моди. Із 2007 року тісно співпрацювала з французьким модельєром Пако Рабанном.
- Вероніка Кастро (нар. 1952) — мексиканська акторка, співачка та телеведуча.
- Вероніка Новаковська-Земняк (нар. 1986) — польська біатлоністка, учасниця Олімпійських ігор 2010 року.
- Вероніка Михайлівна Тушнова (1911—1965) — російська радянська поетеса, член Спілки письменників СРСР.
- Вероніка Олександрівна Черняхівська (1900—1938) — українська поетеса та перекладачка доби розстріляного відродження.
- Вероніка Борисівна Дударова (1916—2009) — радянська та російська диригентка.
- Вероніка Едуардівна Кудерметова (нар. 1997) — російська тенісистка. Дочка тенісиста Едуарда Кудерметова, старша сестра тенісистки Поліни Кудерметової.
- Вероніка Ігорівна Гришко (нар. 2000) — українська плавчиня-синхроністка.
- Вероніка Олегівна Лук'яненко (нар. 2002) — українська актриса кіно та дубляжу.
- Вероніка Ігорівна Кожушко (2006—2024) — українська художниця.